# Conti (calciatore)
 Conti (fl. XX secolo) è stato un calciatore italiano, di ruolo attaccante.

## Carriera
Con la Lucchese disputa 27 gare nei campionati di Prima Divisione 1921-1922 e Prima Divisione 1922-1923.